# Tambak Jaya
Tambak Jaya is een bestuurslaag in het regentschap Lampung Barat van de provincie Lampung, Indonesië. Tambak Jaya telt 2512 inwoners (volkstelling 2010).